# キリストの磔刑の三連祭壇画 (ウェイデン)
『キリストの磔刑の三連祭壇画』（キリストのたっけいのさんれんさいだんが、独: Kreuzigungstriptychon、英: Crucifixion Tryptich）は、初期フランドル派の巨匠ロヒール・ファン・デル・ウェイデンが1443-1445年ごろ、板上に油彩で制作した三連祭壇画である。作品は、1659年に神聖ローマ帝国のレオポルト・ヴィルヘルム大公のコレクションに入り、現在はウィーンの美術史美術館に所蔵されている。

## 作品
本作は今日、祭壇画の形式となっているが、本来1枚のパネルに描かれていたものである。早い時期に、作品は3分割されて、左右の部分が三連祭壇画の両翼となった。中央パネル (縦96センチ、横69センチ) は、キリストの磔刑を表しており、聖母マリアが十字架の下にしがみつき、福音書記者聖ヨハネが彼女を慰めている。2人の寄進者は右側に跪いている。左側パネル (縦101センチ、横35センチ) にはマグダラのマリアが描かれており、右側パネル (縦101センチ、横35センチ) には聖ヴェロニカが描かれている。
本来の1枚の状態であった時、作品はウェイデンの大きな革新性をより如実に示すものであった。すなわち、初めて画家は、すべての登場人物を統一された風景の中に配置したのである。その風景の遠方にはエルサレムが見える。強い感情が中央パネルの聖母マリア、福音書記者聖ヨハネ、天使たちの身振りに表現されているばかりでなく、空気の中で装飾品のように翻るヨハネの衣服とイエス・キリストの腰布によっても表現されている。
本作の構図は確実にウェイデン自身によるものであるが、制作には助手の手が加わっているようである。おそらく下絵の一部にも関与しているであろう。人物の描写は高い水準であるが、『十字架降下』(プラド美術館) などの人物像と比べるとより抽象的で、三次元性を持っていないように見える。風景もまた、画家の他の風景に比べると精彩がなく、大気を欠いているように思われる。